# Machaya obstinata
Machaya obstinata is een vlindersoort uit de familie van de prachtvlinders (Riodinidae), onderfamilie Riodininae.
Machaya obstinata werd in 1995 beschreven door Hall, J & Willmott.